# Codecademy
Codecademy es una plataforma interactiva en línea que ofrece clases de pago de codificación en lenguajes de programación como Python, PHP, JavaScript, y Ruby, así como lenguajes de marcado incluyendo HTML y CSS y también uso de APIs (Interfaz de programación de aplicaciones). A partir de septiembre del 2011, el sitio ha tenido más de 550 000 usuarios que han completado más de seis millones de ejercicios. El sitio ha recibido críticas positivas de varios blogs y sitios web, incluyendo el New York Times y TechCrunch.
Para motivar a los usuarios a participar el sitio cuenta con un sistema de ludificación por el que ofrece insignias o medallas al completar ejercicios, cuenta con foros de discusión y un glosario por curso, y mantiene un registro de la puntuación total del usuario y la muestra a los demás. El sitio también permite que cualquier persona pueda crear y publicar un nuevo curso ,usando la herramienta de creación de cursos.

## Historia
Codecademy fue fundada en 2011 por Zach Sims y Ryan Bubinski. Sims dejó la universidad Columbia University para centrarse en el lanzamiento de una empresa, mientras que Bubinski se graduó en Columbia con una licenciatura en ciencias de la computación y biofísica. La compañía actualmente se encuentra en Nueva York. Obtuvo 2,5 millones de dólares en su primera ronda de financiación en octubre de 2011 y 10 millones en la segunda serie en junio de 2012. La última ronda de financiación fue llevada a cabo por Index Ventures.
En el año 2014, la empresa Codecademy decidió vender.[cita requerida]

## Code Year
Code Year es un programa gratuito de Codecademy para cualquiera que este interesado en aprender como programar. El programa tiene la intención de ayudar a las personas a seguir a través de un New Year's Resolution para aprender como programar, mediante la introducción de un nuevo curso cada semana en el 2012. Más de 450 000 personas tomaron el curso en el 2012, y Codecademy continua ofertando el programa en el 2013 vender publicidad.